# Parlamentswahlen in Brasilien 2022
Die Parlamentswahlen in Brasilien 2022 fanden am 2. Oktober 2022 statt. Es wurden Senatoren und Abgeordnete für den Nationalkongress und die Legislativversammlungen der Bundesstaaten Brasiliens gewählt. Es wurden alle 513 Sitze der Abgeordnetenkammer sowie 27 der 81 Sitze des Bundessenats neu gewählt.

## Wahlsystem
Alle 513 Mitglieder der Abgeordnetenkammer werden aus 27 mehrköpfigen Wahlkreisen gewählt, die den Ländern und dem Bundesdistrikt entsprechen und in der Größe von 8 bis 70 Sitzen variieren. Alle Mitglieder der Legislative der brasilianischen Bundesstaaten und der gesetzgebenden Kammer des Bundesdistrikts mit einer Größe von 24 bis 94 Sitzen werden ebenfalls gewählt. Diese Wahlen werden nach offener Liste, Verhältniswahl, Sitzverteilung nach ganzzahligen Quotienten und nach dem D’Hondt-Verfahren durchgeführt. Alle sieben Mitglieder des Bezirksrates von Fernando de Noronha werden mit einer einzigen, nicht übertragbaren Stimme gewählt. Im Gegensatz zu Wahlen für andere Ämter in Brasilien werden Kandidaten für diesen Rat nicht von politischen Parteien nominiert.

### Wahlen
Wahlen in Brasilien sind für alle Bürger über 16 Jahren erlaubt. Es besteht Wahlpflicht für alphabetisierte Bürger zwischen 18 und 70 Jahren, mit Ausnahme von Wehrpflichtigen; da es in Brasilien die Wehrpflicht gibt, dürfen diejenigen, die den obligatorischen Militärdienst ableisten, nicht wählen. Diejenigen, die verpflichtet sind, aber nicht an einer Wahl teilnehmen und keine akzeptable Begründung vorlegen, wie z. B. dass sie zu diesem Zeitpunkt nicht an ihrem Wahlort anwesend sind, müssen eine Geldstrafe zahlen, normalerweise R$ 3,51 was etwa 0,67 US-Dollar entspricht (Stand: Oktober 2022). In einigen Fällen kann die Geldstrafe erlassen, reduziert oder auf R$ 35,13 (US $ 6,67) erhöht werden.
Die brasilianische Diaspora darf nur den Präsidenten und den Vizepräsidenten wählen. Aufgrund des Gleichstellungsstatuts zwischen Brasilien und Portugal können sich portugiesische Staatsbürger, die sich seit mehr als drei Jahren rechtmäßig in Brasilien aufhalten, auch für die Wahlen in Brasilien registrieren lassen.

### Kandidaten
Alle Kandidaten für Bundes-, Landes-, Bezirks- und Gemeindeämter müssen von einer politischen Partei nominiert werden. Für Ämter, die durch Mehrheit gewählt werden (Exekutivämter und Senatoren), können Parteien eine Wahlkoalition (coligação) bilden, um einen einzigen Kandidaten zu nominieren. Die Koalitionen müssen sich nicht bei jeder Nominierung aus denselben Parteien zusammensetzen, müssen nach der Wahl nicht aufrechterhalten werden und gelten nicht für proportional zu wählende Ämter (Abgeordnete und Schöffen). Ein neues Gesetz, das für diese Wahl gültig ist, erlaubte es den Parteien auch, eine andere Art von Bündnis namens Föderation (Federação) zu bilden, die als eine einzige Partei fungiert, um Kandidaten für alle Ämter an allen Orten zu nominieren, einschließlich derjenigen, die proportional gewählt werden, und mit einer einzigen Führungsstruktur im Laufe der gewählten Legislaturperiode aufrechterhalten werden muss. Föderationen können auch als Parteien auftreten, um Koalitionen zu bilden. Für 2022 waren die gebildeten Verbände Federação Brasil da Esperança (PT-PCdoB-PV), Federação Sempre pra Frente (PSDB-Cidadania) und die PSOL REDE-Föderation (PSOL-REDE).
Damit Ämter proportional gewählt werden können, muss jede Partei Kandidaten jedes Geschlechts in einer Verteilung zwischen 30 und 70 % nominieren. Nach Urteilen des Obersten Wahlgerichts und des Obersten Bundesgerichts müssen die Parteien ihre Mittel und Sendezeit proportional zur Anzahl ihrer Kandidaten jedes Geschlechts und jeder Rasse zuweisen.

### Verfahren
Die Stimmabgabe bei brasilianischen Wahlen kann nur persönlich und nur am Wahltag erfolgen, der immer ein Sonntag ist. Briefwahl und vorzeitige Stimmabgabe sind nicht vorgesehen. Die Wählerregistrierung muss im Voraus erfolgen, und jeder Wähler kann nur in einem bestimmten Wahllokal wählen, entweder basierend auf dem registrierten Wohnsitz des Wählers oder an einem anderen Ort, den der Wähler ausdrücklich beantragen muss, wenn er plant, am Wahltag vorübergehend dort zu sein. Die Wähler müssen sich in ihrem Wahllokal mit einem Lichtbildausweis ausweisen, bevor sie zur Abstimmung übergehen.
Mehr als 92.000 Wahllokale wurden in allen Gemeinden Brasiliens, dem Bundesdistrikt und Fernando de Noronha installiert. Die meisten Wahllokale befinden sich in öffentlichen Schulen. In einigen dünn besiedelten Gebieten, wie indigenen Gebieten, erfordert die Einrichtung und Nutzung von Wahllokalen umfangreiche Reisen und Logistik. An 160 Orten in anderen Ländern, meist in brasilianischen diplomatischen Vertretungen, wurden auch Wahllokale für Bürger mit Wohnsitz im Ausland eingerichtet.
Die Abstimmung erfolgt fast ausschließlich auf DRE-Wahlgeräten, die auf extreme Einfachheit ausgelegt sind. Der Wähler wählt eine Nummer, die dem gewünschten Kandidaten oder der gewünschten Partei entspricht, wodurch der Name und das Foto des Kandidaten oder der Partei auf dem Bildschirm angezeigt werden, dann drückt der Wähler einen grünen Knopf zur Bestätigung oder einen orangefarbenen Knopf, um zu korrigieren und es erneut zu versuchen. Es ist auch möglich, die Stimme leer zu lassen, indem man einen weißen Knopf drückt, oder die Stimme für ungültig zu erklären, indem man eine Nummer wählt, die keinem Kandidaten oder keiner Partei entspricht. Papierstimmzettel werden nur bei Ausfall eines Wahlgeräts oder an Orten im Ausland mit weniger als 100 Wählern verwendet.
Das elektronische System wird umfangreichen Tests unterzogen, unter anderem an Maschinen, die am Wahltag zufällig aus tatsächlichen Wahllokalen ausgewählt werden und von politischen Parteien beobachtet werden, um Betrug auszuschließen. Nach dem Ende der Abstimmung druckt jede Maschine eine Aufzeichnung ihrer Gesamtzahl der Stimmen für jeden Kandidaten oder jede Partei, die zum Vergleich mit den elektronisch veröffentlichten Ergebnissen öffentlich angezeigt wird. Das System liefert die vollständigen Wahlergebnisse in der Regel wenige Stunden nach Wahlende, was für eine so große Bevölkerung wie Brasilien extrem schnell ist. Gleichzeitig erstellt das System keine physische Aufzeichnung der einzelnen Stimmen, um eine vollständige Neuauszählung der Wahlen zu ermöglichen.
Die Teilstimmenauszählung für ein Amt kann erst veröffentlicht werden, nachdem die Abstimmung an allen Orten in Brasilien, die für dieses Amt gestimmt haben, beendet ist, um eine Beeinflussung der noch abstimmenden Personen zu vermeiden. Aufgrund von Zeitzonen in Brasilien konnte in den vergangenen Jahren die Stimmenauszählung für den Präsidenten (die einzige, die Stimmen aus mehr als einem Staat kombiniert) erst nach dem Ende der Abstimmung in UTC−5 veröffentlicht werden, zwei Stunden nach dem Ende für die überwiegende Mehrheit der Bevölkerung in UTC−3. Um diese unerwünschte Wartezeit zu vermeiden, ordnete das Oberste Wahlgericht für 2022 an, dass die Wahllokale im ganzen Land unabhängig von ihrer Zeitzone zur gleichen Zeit betrieben werden müssen: 9:00 bis 18:00 Uhr UTC−2, 8:00 bis 17:00 Uhr UTC−3, 7:00 bis 16:00 Uhr UTC−4 Uhr und 6:00 bis 15:00 Uhr UTC−5. Politiker aus dem Bundesstaat Acre (UTC−5) reichten eine Klage gegen diese Anordnung ein, da die Wahlvorbereitungen in ihrer Ortszeit unangemessen früh begonnen hatten; die Beschwerde wurde vom Obersten Bundesgericht abgewiesen. Die einheitliche Wahlzeit gilt nicht für Wahllokale für Bürger im Ausland, die immer noch von 8:00 bis 17:00 Uhr Ortszeit geöffnet sind, auch wenn einige von ihnen bis zu vier Stunden nach UTC−3 enden.

## Zusammensetzung
Die Ergebnisse der vorangegangenen Parlamentswahlen und die Zusammensetzung des Nationalkongresses zum Zeitpunkt der Wahlen 2022 sind unten aufgeführt. Die Zusammensetzung der Parteien änderte sich im Laufe der Legislaturperiode durch zahlreiche Neubesetzungen von Mitgliedern, Änderungen in der Parteizugehörigkeit und Fusionen von Parteien erheblich. Im Jahr 2022 standen alle Mitglieder der Abgeordnetenkammer und ein Drittel des Senats (je ein Senator aus Bundesland und Bundesdistrikt) zur Wahl.
| Partei                                  | Abgeordnetenkammer | Abgeordnetenkammer | Abgeordnetenkammer | Bundessenat | Bundessenat | Bundessenat | Bundessenat |
| Partei                                  | 2018               | 2022               | +/-                | 2014        | 2018        | 2022        | +/-         |
| --------------------------------------- | ------------------ | ------------------ | ------------------ | ----------- | ----------- | ----------- | ----------- |
| Partido Liberal                         | 33                 | 99                 | +66                | 1           | 1           | 7           | +5          |
| Progressistas                           | 37                 | 58                 | +21                | 1           | 5           | 8           | +2          |
| Partido dos Trabalhadores               | 56                 | 69                 | +13                | 2           | 4           | 7           | +1          |
| União Brasil                            | 81                 | 51                 | −30                | 3           | 8           | 8           | −3          |
| Partido Social Democrata                | 34                 | 46                 | +12                | 2           | 4           | 11          | +5          |
| Republicanos                            | 30                 | 44                 | +14                | –           | 1           | 1           | –           |
| Movimento Democrático Brasileiro        | 34                 | 37                 | +3                 | 5           | 7           | 13          | +1          |
| Partido Socialista Brasileiro           | 32                 | 24                 | −8                 | 3           | 2           | 1           | −4          |
| Partido da Social Democracia Brasileira | 29                 | 22                 | −7                 | 4           | 4           | 6           | −2          |
| Partido Democrático Trabalhista         | 28                 | 19                 | −9                 | 4           | 2           | 3           | −3          |
| Podemos                                 | 17                 | 9                  | −8                 | –           | 3           | 8           | +5          |
| Solidariedade                           | 13                 | 8                  | −5                 | –           | 1           | –           | −1          |
| Partido Socialismo e Liberdade          | 10                 | 8                  | −2                 | –           | –           | –           | –           |
| Partido Comunista do Brasil             | 10                 | 8                  | −2                 | –           | –           | –           | –           |
| Partido Novo                            | 8                  | 8                  | –                  | –           | –           | –           | –           |
| Partido Social Cristão                  | 8                  | 8                  | –                  | –           | 1           | 1           | –           |
| Cidadania                               | 8                  | 7                  | −1                 | –           | 2           | 1           | −1          |
| Avante                                  | 7                  | 6                  | −1                 | –           | –           | –           | –           |
| Patriota                                | 9                  | 5                  | −4                 | –           | 1           | –           | −1          |
| Partido Republicano da Ordem Social     | 8                  | 4                  | −4                 | –           | 1           | 2           | +1          |
| Partido Verde                           | 4                  | 4                  | –                  | –           | –           | –           | –           |
| Partido Trabalhista Brasileiro          | 10                 | 3                  | −7                 | 2           | 2           | 2           | −2          |
| Rede Sustentabilidade                   | 1                  | 2                  | +1                 | –           | 5           | 1           | −4          |
| Partido de Mobilização Nacional         | 3                  | –                  | −3                 | –           | –           | –           | –           |
| Agir                                    | 2                  | –                  | −2                 | –           | –           | –           | –           |
| Democracia Cristã                       | 1                  | –                  | −1                 | –           | –           | –           | –           |
| Unabhängige                             | –                  | –                  | –                  | –           | –           | 1           | +1          |
| Total                                   | 513                | 513                | –                  | 27          | 54          | 81          | –           |

## Ergebnisse

### Abgeordnetenkammer
In der folgenden Tabelle ist die letzte Spalte ein Vergleich mit dem Ergebnis der brasilianischen Parlamentswahlen 2018.
| Partei/Bündnis                      | Partei/Bündnis                          | Stimmen     | %      | Sitze | +/- |
| ----------------------------------- | --------------------------------------- | ----------- | ------ | ----- | --- |
| Partido Liberal                     | Partido Liberal                         | 18.201.171  | 16,64  | 99    | +66 |
| Brasil da Esperança                 | Partido dos Trabalhadores               | 13.236.698  | 12,10  | 69    | +13 |
| Brasil da Esperança                 | Partido Comunista do Brasil             | 1.154.712   | 1,06   | 6     | −4  |
| Brasil da Esperança                 | Partido Verde                           | 954.578     | 0,87   | 6     | +2  |
| União Brasil                        | União Brasil                            | 10.198.288  | 9,32   | 59    | −22 |
| Progressistas                       | Progressistas                           | 8.692.918   | 7,95   | 47    | +10 |
| Partido Social Democrata            | Partido Social Democrata                | 8.293.956   | 7,58   | 42    | +8  |
| Movimento Democrático Brasileiro    | Movimento Democrático Brasileiro        | 7.870.810   | 7,20   | 42    | +8  |
| Republicanos                        | Republicanos                            | 7.610.894   | 6,96   | 40    | +10 |
| Sempre para a frente                | Partido da Social Democracia Brasileira | 3.309.061   | 3,03   | 13    | −16 |
| Sempre para a frente                | Cidadania                               | 1.614.106   | 1,48   | 5     | −3  |
| PSOL REDE                           | Partido Socialismo e Liberdade          | 3.856.031   | 3,53   | 12    | +2  |
| PSOL REDE                           | Rede Sustentabilidade                   | 783.601     | 0,72   | 2     | +1  |
| Partido Socialista Brasileiro       | Partido Socialista Brasileiro           | 4.172.383   | 3,81   | 14    | −18 |
| Partido Democrático Trabalhista     | Partido Democrático Trabalhista         | 3.828.289   | 3,50   | 17    | −11 |
| Podemos                             | Podemos                                 | 3.610.634   | 3,30   | 12    | −5  |
| Avante                              | Avante                                  | 2.175.355   | 1,99   | 7     | 0   |
| Partido Social Cristão              | Partido Social Cristão                  | 1.944.678   | 1,78   | 6     | −2  |
| Solidariedade                       | Solidariedade                           | 1.697.111   | 1,55   | 4     | −9  |
| Patriota                            | Patriota                                | 1.526.570   | 1,40   | 4     | −5  |
| Partido Trabalhista Brasileiro      | Partido Trabalhista Brasileiro          | 1.422.652   | 1,30   | 1     | −9  |
| Partido Novo                        | Partido Novo                            | 1.354.754   | 1,24   | 3     | −5  |
| Partido Republicano da Ordem Social | Partido Republicano da Ordem Social     | 799.661     | 0,73   | 3     | −5  |
| Andere                              | Andere                                  | 1.061.933   | 0,99   | 0     | −4  |
| Total                               | Total                                   | 109.370.844 | 100,00 | 513   | 0   |
| Gültige Stimmen                     | Gültige Stimmen                         | 109.370.844 | 88,78  |       |     |
| Ungültige Stimmen                   | Ungültige Stimmen                       | 6.323.602   | 5,13   |       |     |
| Leere Stimmzettel                   | Leere Stimmzettel                       | 7.501.125   | 6,09   |       |     |
| Stimmen gesamt                      | Stimmen gesamt                          | 123.195.571 | 100,00 |       |     |
| Registrierte Wähler/Wahlbeteiligung | Registrierte Wähler/Wahlbeteiligung     | 155.557.422 | 79,20  |       |     |
| Quelle: Tribunal Superior Eleitoral |                                         |             |        |       |     |

### Bundessenat
In der folgenden Tabelle ist die Summe für jede Partei die Summe der im Jahr 2022 gewählten Senatoren und derjenigen, die 2022 nicht zur Wahl stehen, basierend auf ihrer Parteizugehörigkeit zum Zeitpunkt dieser Wahl. Die letzte Spalte ist ein Vergleich zwischen dieser Gesamtzahl und der Summe der 2018 gewählten Senatoren und derjenigen, die 2018 nicht zur Wahl stehen, basierend auf ihrer Parteizugehörigkeit zum Zeitpunkt dieser Wahl.
| Partei/Bündnis                           | Partei/Bündnis                           | Stimmen     | %      | Sitze   | Sitze  | Sitze |
|                                          |                                          |             |        | Gewählt | Gesamt | +/-   |
| ---------------------------------------- | ---------------------------------------- | ----------- | ------ | ------- | ------ | ----- |
| Partido Liberal                          | Partido Liberal                          | 25.278.764  | 25,39  | 8       | 13     | +11   |
| Partido Socialista Brasileiro            | Partido Socialista Brasileiro            | 13.615.846  | 13,67  | 1       | 1      | −1    |
| Brasil da Esperança                      | Partido dos Trabalhadores                | 12.024.696  | 12,08  | 4       | 9      | +3    |
| Brasil da Esperança                      | Partido Comunista do Brasil              | 475.597     | 0,48   | 0       | 0      | 0     |
| Brasil da Esperança                      | Partido Verde                            | 299.013     | 0,30   | 0       | 0      | 0     |
| Partido Social Democrata                 | Partido Social Democrata                 | 11.312.512  | 11,36  | 2       | 10     | +3    |
| Progressistas                            | Progressistas                            | 7.592.391   | 7,62   | 3       | 7      | +2    |
| União Brasil                             | União Brasil                             | 5.465.486   | 5,49   | 5       | 12     | +2    |
| Partido Social Cristão                   | Partido Social Cristão                   | 4.285.485   | 4,30   | 1       | 1      | 0     |
| Republicanos                             | Republicanos                             | 4.259.279   | 4,28   | 2       | 3      | +2    |
| Movimento Democrático Brasileiro         | Movimento Democrático Brasileiro         | 3.882.458   | 3,90   | 1       | 10     | −2    |
| Partido Trabalhista Brasileiro           | Partido Trabalhista Brasileiro           | 2.046.003   | 2,05   | 0       | 0      | −3    |
| Podemos                                  | Podemos                                  | 1.776.283   | 1,78   | 0       | 6      | −1    |
| Partido Democrático Trabalhista          | Partido Democrático Trabalhista          | 1.586.922   | 1,59   | 0       | 2      | −2    |
| Sempre para a frente                     | Partido da Social Democracia Brasileira  | 1.384.871   | 1,39   | 0       | 4      | −5    |
| Sempre para a frente                     | Cidadania                                | 0           | 0,00   | 0       | 1      | −1    |
| Avante                                   | Avante                                   | 1.359.455   | 1,37   | 0       | 0      | 0     |
| Partido Trabalhista Renovador Brasileiro | Partido Trabalhista Renovador Brasileiro | 758.938     | 0,76   | 0       | 0      | 0     |
| PSOL REDE                                | Partido Socialismo e Liberdade           | 675.244     | 0,68   | 0       | 0      | 0     |
| PSOL REDE                                | Rede Sustentabilidade                    | 8.133       | 0,01   | 0       | 1      | −4    |
| Partido Novo                             | Partido Novo                             | 479.593     | 0,48   | 0       | 0      | 0     |
| Unidade Popular                          | Unidade Popular                          | 291.294     | 0,29   | 0       | 0      | neu   |
| Partido Republicano da Ordem Social      | Partido Republicano da Ordem Social      | 213.247     | 0,21   | 0       | 1      | 0     |
| Andere                                   | Andere                                   | 504.255     | 0,50   | 0       | 0      | −3    |
| Unabhängige                              | Unabhängige                              | 0           | 0,00   | 0       | 0      | −1    |
| Total                                    | Total                                    | 99.575.735  | 100,00 | 27      | 81     | 0     |
| Gültige Stimmen                          | Gültige Stimmen                          | 99.575.735  | 80,83  |         |        |       |
| Ungültige Stimmen                        | Ungültige Stimmen                        | 14.279.527  | 11,59  |         |        |       |
| Leere Stimmzettel                        | Leere Stimmzettel                        | 9.340.309   | 7,58   |         |        |       |
| Stimmen gesamt                           | Stimmen gesamt                           | 123.195.571 | 100,00 |         |        |       |
| Registrierte Wähler/Wahlbeteiligung      | Registrierte Wähler/Wahlbeteiligung      | 155.557.422 | 79,20  |         |        |       |
| Quelle: Tribunal Superior Eleitoral      |                                          |             |        |         |        |       |

## Nach der Wahl

### Analyse
Im brasilianischen Nationalkongress bauten rechte Parteien ihre Mehrheit aus, während zentristische und linke Parteien weniger Mitglieder wählten, obwohl die von der Arbeiterpartei geführte Koalition Sitze gewann und damit den Trend der brasilianischen Parlamentswahlen 2018 fortsetzte. Mehrere kleine Parteien erfüllten nicht die Mindestanzahl gewählter Mitglieder, um Zugang zu öffentlichen Geldern, Sendezeit und Kongressführung zu erhalten. Um die Anforderung zu erfüllen, konnten diese Mitglieder einzeln größeren Parteien beitreten oder ihre Parteien fusionieren. Das Ziel dieser Anforderung, die erstmals 2018 eingeführt wurde, bestand darin, die große Anzahl von Parteien im Kongress zu reduzieren und politische Verhandlungen zwischen ihnen zu erleichtern.
Das Wachstum der rechten Parteien im Kongress wurde als potenzielles Hindernis für Lulas politische Ziele nach seinem Amtsantritt genannt. Trotz Rechtsruck in beiden Kammern wurden eine Reihe konservativer Amtsinhaber nicht für dasselbe oder andere Ämter gewählt, darunter Douglas Garcia, Janaina Paschoal und Fabricio Queiroz. Eine Reihe von Meilensteinen fanden bei der Wahl zum Kongress statt, darunter zwei Transgender-Aktivisten, Erika Hilton und Duda Salabert, die die ersten Transgender-Personen wurden, die in den Kongress gewählt wurden, und fünf selbsternannte indigene Brasilianer wurden als Abgeordnete (darunter Sônia Guajajara und Célia Xakriabá) und zwei als Senatoren (Wellington Dias und Hamilton Mourão) gewählt, die bisher größte Anzahl selbsternannter indigener Kandidaten, die in den Kongress gewählt wurden.